# Commission interministérielle des radioéléments artificiels
La Commission Interministérielle des Radioéléments Artificiels (CIREA) avait été créée en 1954 pour satisfaire aux termes de la loi du 19 juillet 1952 du code de la pharmacie réglementant la production, l’importation, l’utilisation de radioéléments artificiels.

## Histoire
La CIREA avait reçu pour mission de donner un avis et de faire des propositions relatives à l’élaboration de la réglementation et à son application dans des domaines d’utilisation des radioéléments artificiels. En particulier, elle délivrait les autorisations de détention et d’utilisation des radionucléides.
La loi 2001-398 du 9 mai 2001 a fait disparaître la CIREA, dont la majorité des missions, secteurs hors médical, ont été reprises par la Direction générale de la sûreté nucléaire et de la radioprotection (DGSNR), créée par le décret no 2002-255 du 22 février 2002. 
La DGSNR était la structure centrale de l'Autorité de Sûreté nucléaire (ASN) jusqu'à la réforme de novembre 2006 (loi no 2006-686 du 13 juin 2006), où l’ensemble des personnels et moyens de l’ex-DGSNR et des ex-DSNR (Division de la Sûreté nucléaire et de la radioprotection) sont désormais réunis au sein de la nouvelle ASN.

## Organisation de la commission

### Composition
Présidée par un conseiller d’état désigné par arrêté du Premier Ministre, elle comprenait des représentants des ministères et des grands organismes publics concernés. 

### Fonctionnement
Elle était divisée en deux sections dont les rôles étaient :
- les pratiques médicales et de biologie humaine ;
- les autres domaines (agriculture, industrie, recherche autre que médicale, etc.).

Un secrétariat permanent assistait la commission dans ses missions. Son rôle était de préparer les délibérations de la CIRÉA et de mettre en œuvre les décisions de son président. Le Secrétaire permanent de la commission assistait à ses travaux (deux réunions au moins par an) avec voix délibérative.

## Actions
Selon la définition de ses missions, les deux formes d’action de la commission étaient :
- d'émettre des avis ;
- de donner des autorisations.

La commission a émis des propositions relatives à l’élaboration de la réglementation et à son application dans l'ensemble des domaines d’utilisation des radioéléments artificiels : préparation, importation, exportation, fabrication, étalonnage, détention, transport, cession, conditions générales d’utilisation, et mesures de protection contre les effets des rayonnements.
En complément de la réglementation, elle a instauré des « règles », dont certaines encore applicables :
- les Conditions Particulières d’Autorisation (CPA) ;
- les Conditions Particulières d’Emploi (CPE).

Une des caractéristiques de la commission était le pouvoir donné à son président de fixer, au moment de l’examen des pratiques, des conditions particulières d’emploi (CPE) ayant force réglementaire.